# Penzelberg
Penzelberg je naselje v Občini Winklern v Okraju Špital ob Dravi  na Koroškem v Avstriji.